# Nyschniw
Nyschniw (ukrainisch Нижнів;  russisch Нижнев, polnisch Niżniów) ist ein Dorf in der ukrainischen Oblast Iwano-Frankiwsk mit etwa 2000 Einwohnern (2022).

## Geografische Lage
Das Dorf liegt im Rajon Tlumatsch 35 km östlich der Oblasthauptstadt Iwano-Frankiwsk an der Mündung des Flüsschen Towmatschyk (Товмачик) in den Dnister am Beginn des Dnister-Canyons. Durch die Ortschaft führt die nationale Fernstraße N 18.
Am 12. Juni 2020 wurde das Dorf ein Teil neu gegründeten Stadtgemeinde Tlumatsch im Rajon Iwano-Frankiwsk; bis dahin bildete es zusammen mit den Dörfern Buschkalyk (Бушкалик), Kupeliw (Купелів) und Smerkliw (Смерклів) die Landratsgemeinde Nyschniw (Нижнівська сільська рада/Nyschniwska silska rada) im Rajon Tlumatsch.

## Geschichte

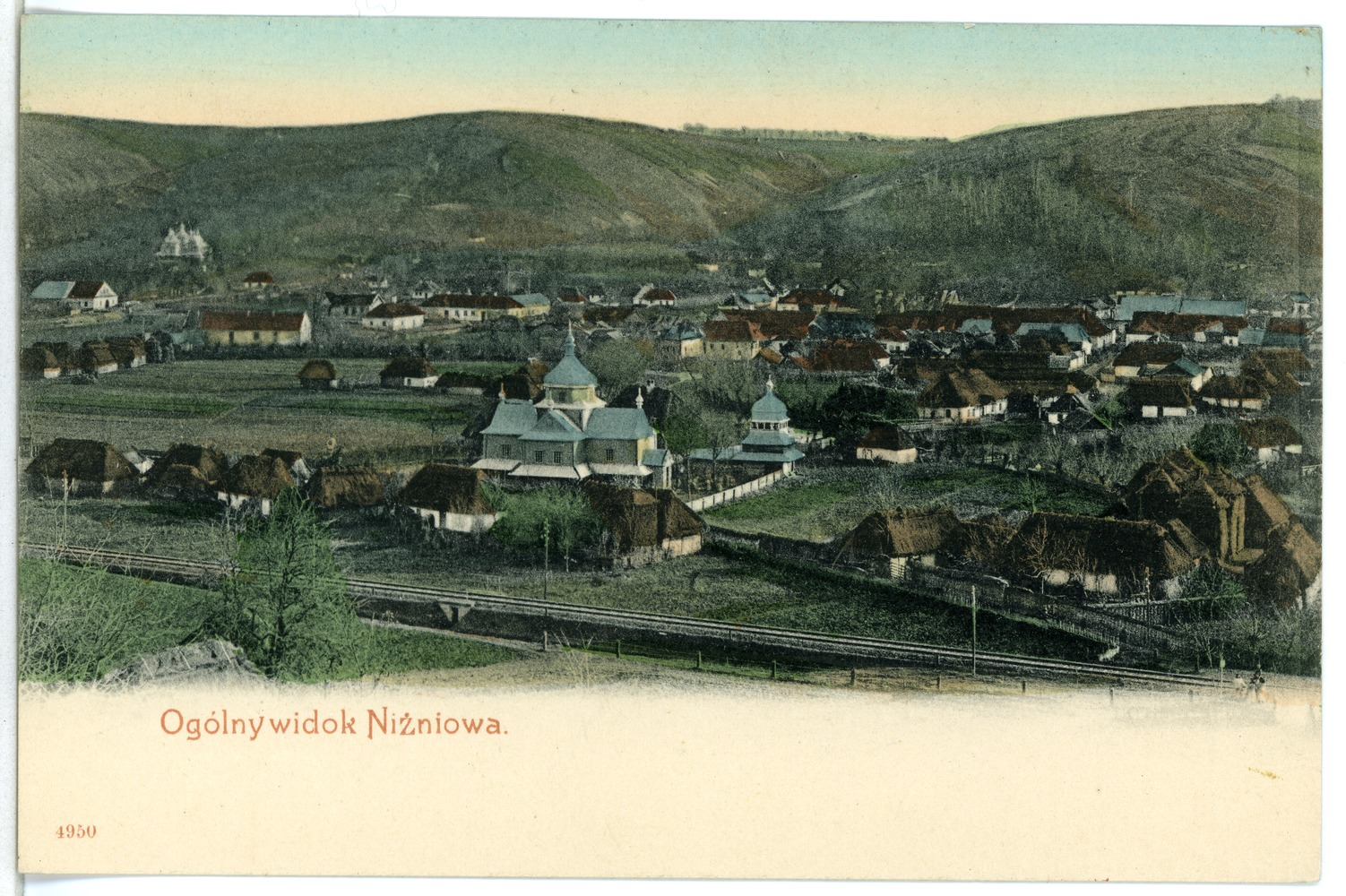
Eisenbahn in Nyschniw, 1903

Der Ort wurde 1437 zum ersten Mal schriftlich erwähnt, im Jahr 1508 erhielt er das Magdeburger Stadtrecht verliehen und gehörte dann bis 1772 zum Halitscher Land in der Woiwodschaft Ruthenien des Königreichs Polen (bis 1569 der Adelsrepublik Polen-Litauen). Mit den Teilungen Polens fiel der Ort an das österreichische Galizien, hier gehörte der Ort zur Bezirkshauptmannschaft Tłumacz.
Im November 1918 war die Stadt, nach dem Zusammenbruch der Donaumonarchie am Ende des Ersten Weltkriegs, kurzzeitig Teil der Westukrainischen Volksrepublik. Im Polnisch-Ukrainischen Krieg besetzte Polen im Juli 1919 auch die letzten Teile der Westukrainischen Volksrepublik. Am 21. November 1919 sprach der Hohe Rat der Pariser Friedenskonferenz für eine Zeitdauer von 25 Jahren (trotz der Proteste aus Polen) Ostgalizien Polen zu.
Nach der Wiedererlangung der polnischen Unabhängigkeit lag der Ort von 1921 bis September 1939 in der Woiwodschaft Stanisławów in der Zweiten Polnischen Republik. Im Zweiten Weltkrieg wurde Nyschniw kurzzeitig von der Sowjetunion und dann bis 1944 von Deutschland besetzt. 1941 bekam die Ortschaft den Stadtstatus verliehen, die große jüdische Gemeinde wurde während des Kriegs nahezu vollständig ausgelöscht.
Nach dem Ende des Krieges wurde der Ort der Sowjetunion zugeschlagen, verlor seine Stadtrechte und kam zur Ukrainischen SSR. Heute gehört er zur seit 1991 unabhängigen Ukraine.

## Persönlichkeiten
- Marcelina Darowska (1827–1911), Nonne, die 1996 von Papst Johannes Paul II. auf dem Petersplatz in Rom seliggesprochen wurde[6]
- Anton Lewyzkyj (1832–1909[7]), Priester im Dorf, Vater von Kost Lewyzkyj, der erste Präsident des Staatssekretärenrates – der Regierung der Westukrainischen Volksrepublik
- Wolodymyr Ohonowskyj (1896–1970), Wissenschaftler, Mitglied der Wissenschaftlichen Gesellschaft Schewtschenko[8]
- Ephraim Elan (1901–1982), österreichisch-israelischer Bauingenieur und Zionist